# Астрофизика
Астрофизика је део астрономије који се првенствено бави физиком свемира, укључујући луминозност, густину, температуру и хемијски састав звезда, галаксија и међузвезданог простора, као и њиховом интеракцијом. Као што је рекао један од оснивача дисциплине, астрофизика „настоји да утврди природу небеских тела, а не њихов положај или кретање у простору – шта су, а не где се налазе.“ Међу предметима који се изучавају су, Сунце, друге звезде, галаксије, екстрасоларне планете, међузвездани медијум и космичка микроталасна позадина. Емисије ових објеката се испитују у свим деловима електромагнетног спектра, а испитивана својства укључују осветљеност, густину, температуру и хемијски састав.
Астрофизика је веома широка тема, те астрофизичари обично примењују многе дисциплине физике, укључујући механику, електромагнетизам, статистичку механику, термодинамику, квантну механику, релативитет, нуклеарну физику и физику елементарних честица. У пракси, модерна астрономска истраживања укључују знатну количину физике. Назив универзитетског одељења („астрофизичког” или „астрономског”), често има више везе са историјом назива одељења, него са садржајем програма. Астрофизика може да се студира на нивоу основних студија, мастера и докторских студија у одељењима астронаутичког инжињеринга, физике или астрономије на многим универзитетима. На старогрчком „ἡ φύσις τοῦ ἀστροῦ” значи „природа звезде”.

## Историја
Астрономија је древна наука, дуго одвојена од проучавања земаљске физике. У аристотеловском погледу на свет, тела на небу изгледала су као непроменљиве сфере чије је једино кретање било равномерно кретање по кругу, док је земаљски свет била област која је пролазила кроз раст и пропадање и у којој је природно кретање било праволинијско и завршавало се када би покретни објекат достигао свој циљ. Сходно томе, сматрало се да је небеско подручје направљено од суштински различите врсте материје од оне која се налази у земаљској сфери; или ватре како је сматрао Платон, или етра како је наводио Аристотел. Током 17. века, природни филозофи као што су Галилеј, Декарт и Њутн почели су да тврде да су небески и земаљски региони направљени од сличних врста материјала и да су подложни истим природним законима. Њихов изазов је био то што још нису били изумљени алати којима би доказали ове тврдње.
Током већег дела деветнаестог века, астрономска истраживања су била фокусирана на рутински посао мерења положаја и израчунавања кретања астрономских објеката. Нова астрономија, која ће ускоро бити названа астрофизика, почела је да се појављује када су Вилијам Хајд Воластон и Јозеф фон Фраунхофер независно открили да се, приликом разлагања сунчеве светлости, уочава мноштво тамних линија (области у којима је било мање или нимало светлости) у спектру. До 1860. физичар Густаф Кирхоф и хемичар Роберт Бунсен су показали да тамне линије у сунчевом спектру одговарају светлим линијама у спектрима познатих гасова, специфичним линијама које одговарају јединственим хемијским елементима. Кирхоф је закључио да су тамне линије у сунчевом спектру узроковане апсорпцијом хемијских елемената у соларној атмосфери. На овај начин је доказано да се хемијски елементи који се налазе на Сунцу и звездама налазе и на Земљи.
Међу онима који су проширили проучавање соларног и звезданог спектра био је Норман Локјер, који је 1868. открио блиставе, као и тамне, линије у сунчевим спектрима. Радећи са хемичарем Едвардом Франкландом на истраживању спектра елемената на различитим температурама и притисцима, он није могао да повеже жуту линију у сунчевом спектру ни са једним познатим елементом. Он је стога тврдио да та линија представља нови елемент, који је назван хелијум, по грчком Хелиосу, персонификованом Сунцу.
Године 1885, Едвард Чарлс Пикеринг је предузео амбициозан програм класификације звезданог спектра на опсерваторији Харвард колеџа, у којем је тим жена рачунаркиња, посебно Вилијамина Флеминг, Антонија Мори и Ени Џамп Кенон, класификовао спектре снимљене на фотографским плочама. До 1890. године припремљен је каталог од преко 10.000 звезда који их је груписао у тринаест спектралних типова. Пратећи Пикерингову визију, до 1924. Канон је проширила каталог на девет томова и преко четврт милиона звездица, развијајући Харвардску класификацијску шему која је прихваћена за употребу широм света 1922. године.
Године 1895. Џорџ Елери Хејл и Џејмс Е. Килер, заједно са групом од десет асоцираних уредника из Европе и Сједињених Држава, основали су The Astrophysical Journal: An International Review of Spectroscopy and Astronomical Physics. Тај часопис је био намењен попуњавању јаза између часописа из астрономије и физике, обезбеђујући место за објављивање чланака о астрономским применама спектроскопа; о лабораторијским истраживањима која су блиско повезана са астрономском физиком, укључујући одређивање таласних дужина металних и гасовитих спектра и експеримената о зрачењу и апсорпцији; о теоријама Сунца, Месеца, планета, комета, метеора и маглина; и о инструментацији за телескопе и лабораторије.
Око 1920. године, након открића Херцшпрунг—Раселовог дијаграма који се још увек користи као основа за класификацију звезда и њихову еволуцију, Артур Едингтон је антиципирао откриће и механизам процеса нуклеарне фузије у звездама, у свом раду Унутрашња конституција звезда. У то време, извор звездане енергије био је потпуна мистерија; Едингтон је тачно спекулисао да је извор фузија водоника у хелијум, ослобађајући огромну енергију према Ајнштајновој једначини . Ово је био развој посебно вредан пажње, јер у то време фузија и термонуклеарна енергија, па чак и то да се звезде углавном састоје од водоника (погледајте металност), још нису били откривене.
Године 1925. Сесилија Хелена Пејн (касније Сесилија Пејн-Гапошкин) написала је утицајну докторску дисертацију на Радклиф колеџу, у којој је применила теорију јонизације на звездане атмосфере да повеже спектралне класе са температуром звезда. Оно што је најзначајније, открила је да су водоник и хелијум главне компоненте звезда. Упркос Едингтоновом предлогу, ово откриће је било толико неочекивано да су је читаоци њене дисертације убедили да измени закључак пре објављивања. Међутим, каснија истраживања су потврдила њено откриће.
До краја 20. века, студије астрономских спектра су се прошириле на таласне дужине које се протежу од радио таласа преко оптичких, рендгенских и гама таласних дужина. У 21. веку се то је додатно проширено да укључује посматрања заснована на гравитационим таласима.